# Jane Stirling
Jane Wilhelmina Stirling (ur. 15 lipca 1804 w Dunblane, zm. 6 lutego 1859) – szkocka pianistka, uczennica Fryderyka Chopina i Thomasa D.A. Tellefsena.

## Życiorys
Pochodziła z arystokratycznej rodziny szkockiej.
Polski kompozytor dedykował jej Nokturny op. 55. Uwielbienie, jakim Stirling darzyła swego mistrza, skłoniło ją do wielu działań na jego rzecz. Zorganizowała Chopinowi pobyt i tournée koncertowe w Anglii i Szkocji w 1848. Pobyt wiązał się z licznymi wizytami u miejscowych lordów i fabrykantów oraz u członków rodziny Stirling. Chopin przez swą wdzięczność dla swej wielbicielki nie odmawiał tych wizyt i podróżował od pałacu do zamku, co było ponad siły chorego pianisty. Nawet kiedy wrócił do Paryża zmęczony wyjazdem na wyspy, nie uciekł od panny Stirling i jej siostry (Katherine Erskine); skarżył się bliskim, że „one mnie zamęczą nudami”. Wiedząc o trudnej sytuacji materialnej kompozytora w 1849, siostry starały się w sposób delikatny udzielić mu pomocy. Po śmierci artysty Jane Stirling nosiła bardzo głęboką żałobę, nazywano ją wdową po Chopinie. Do historii przeszło jej przywiązanie, które nie uszło uwadze w świecie artystycznym, oraz materialna pomoc dla rodziny Chopina.
Jej listy, pisane do Ludwiki Jędrzejewiczowej w latach 1849–1855, są bardzo cennym źródłem wielu informacji związanych m.in. z pracami nad pośmiertnym wydaniem dzieł Chopina, spuścizną po kompozytorze i jej losami. Dzięki nim wiadomo, ile trudu włożyła Stirling w upamiętnienie dzieła polskiego artysty.